# Stolp HOTO
Poslovni stolp HOTO je moderna poslovna zgradba v Zagrebu na Hrvaškem. Zgrajena je bila leta 2004 kot prvi nebotičnik po hrvaški vojni za neodvisnost. Nahaja se zahodno od Savske ulice, med stolpom Cibonin in stavbo Zagrepčanka. Visok je približno 64,5 m in ima 17 nadzemnih etaž in 4 etaže pod zemljo. S površino 15.400 m² in 250 parkirišči v podzemni garaži je eden največjih poslovnih stolpov v Zagrebu.
V stolpu so bile približno 10 let pisarne T-Hrvatskega Telekoma, hrvaške podružnice T-coma. Stavbo je družba SIGNA Property Fund kupila leta 2007. Danes je to moderna poslovna stavba, ki je na voljo za najem sodobnih in reprezentativnih pisarniških prostorov razreda A v neposredni bližini samega centra Zagreba.